# Кобець Дар'я Володимирівна
Даша Медова (справжнє ім'я Дар'я Володимирівна Кобець; нар. 23 жовтня 1990, Херсон) — українська співачка, акторка, телеведуча, модель, композиторка й авторка пісень. Колишня солістка гурту «ВІА Гра» (2013—2014). У 2018 році зникла безвісти після тривалої боротьби за право проживання разом з донькою проти колишнього чоловіка Олександра Швеця.

## Життєпис

### 1990—2008: дитинство та юність
Дар'я Кобець народилася в Херсоні 23 жовтня 1990 року. З дитинства любов до музики прищеплювала їй мама, віддавши доньку до музичної школи до класу фортепіано і вокалу. Після школи Дар'я вступила до Київського коледжу естрадного та циркового мистецтв, де провчилася рік. Повернувшись до Херсона, продовжила займатися музикою, вступила до музичного училища на факультет хормейстру. Брала участь у музичних фестивалях, серед яких «Червона рута», «Чорноморські ігри», «Кришталеві нотки» тощо.

### 2008—2010: Арктика
Після школи переїхала до Києва, стала бек-вокалісткою проекту Юрія Нікітіна і Ольги Горбачової «Арктика». З гуртом взяла участь у понад ста концертах. На початку 2008 року був знятий перший кліп Дар'ї у складі гурту — «Очень-очень». Восени зняли кліп «Пожалуйста». У липні 2009 року колектив з'явився на обкладинці «Playboy Ukraine». Того ж року вийшов альбом «Белая звезда» з 11 пісень. У жовтні 2009 року колектив зняв кліп «Почему?». 18 листопада на сцені палацу «Україна» гурт взяв участь у п'ятій церемонії вручення російської музичної премії «Золота шарманка».
У 2010 році покинула колектив, почала сольну кар'єру.

### 2011—2013: сольна кар'єра
2011 року брала участь у національному відборі конкурсу Євробачення з піснею «Infinity», визнана відкриттям національного відбору, де посіла четверте місце.
У травні 2011 року взяла участь у фестивалі «Золотий вік Голлівуду». З 2011 була ведучою телеканалу «СІТІ» у програмі «СІТІ Шопінг» до закриття каналу. Далі працювала ведучою шоу «Open space» і "MTV News" на MTV Україна. Стала обличчям рекламної кампанії «Emanuele Gelmetti», брала участь у рекламі одягу, косметики, озвучувала рекламу Orbit, Мівіна.
У 2011 році зіграла головну роль у короткометражному фільмі «Інспектор». Фільм виграв приз глядацьких симпатій на Національному кінофестивалі «Молодість», Дашу Медову було названо відкриттям.
У жовтні 2012 року відбулися перший сольний концерт «Перший крок» і презентація кліпу «Закованное море».  2013 року посіла друге місце на національному відборі Євробачення 2013 з піснею «Do not Want To Be Alone». Пісня «Наркотик» на російському чарті TopHit, увійшла до десятки з найбільшою ротацією в Україні. Вийшла пісня «Карусель», яка опинилася на вершині чартів. Пізніше був представлений третій сольний сингл під назвою «По венам», який відразу ж потрапив у Топ-100 на TopHit.ru.

### 2013—2014: «ВІА Гра»
Після оголошення Костянтином Меладзе про закриття колективу у січні 2013 року, колишній генеральний продюсер гурту Дмитро Костюк, якому належали права на бренд «ВІА Гра» і суміжні права на репертуар гурту, записаний під час співпраці з лейблом Sony Music, почав кастингу нового складу гурту незалежно від Костянтина Меладзе у січні.
Медова пройшла кастинг і потрапила до гурту. У липні 2013 року гурт представив першу композицію «Не ведая преград». У вересні вийшов трек «Жива» і кліп. 15 жовтня 2013 року в Москві відбулася презентація нового складу гурту. 18 жовтня пройшла презентація в Києві. У грудні 2013 року вийшов сингл «Магия» . Автором усіх пісень став Олексій Малахов. У грудні 2013 року гурт узяв участь у новорічному шоу Першого національного каналу. У 2014 році колектив збирався представити альбом під назвою «Магия», але реліз скасували. 24 березня 2014 року стало відомо, що Медова та Айна Вільберг покинули гурт із неназваних причин.

### 2014—2018: Міра Кулум
2014 року Медова повертається до сольної кар'єри з синглом «Заковано море» і кліп, режисером якого стала Ольга Навроцька. У березні 2015 року співачка під псевдонімом Міра Кулум випустила перший сингл «Відлітаю» для україномовного альбому. 19 листопада відбувся сольний концерт співачки «Мені 25», було презентовано дев'ять композицій українською.

## Суспільна діяльність
Брала участь у благодійній акції «Зігрій дитинство турботою» від телеканалу Інтер з програмою «Шалені татусі», спрямованої на збір коштів для Центру соціально-психологічної реабілітації дітей «Мрія Переяславщини». Брала участь у благодійній акції «Світ та єдність», організованій ФК «Маестро» і ЗСУ, допомоги бійцям в зоні АТО було зібрано на понад 12 млн грн. Брала участь у благодійному заході для дітей-сиріт і дітей із зони АТО, яке було організовано завдяки міжнародній організації «Сироти — наші діти».

## Шлюб та зникнення
Дарина у грудні 2014 року розлучилася з Олександром Швецем, звинувативши його в насильстві і згубному впливі на доньку Варвару (нар. 25.11.2011). Після розлучення Швець судився з Медовою щодо місця проживання дитини. Програвши суди, Швець подав скаргу про порушення прав і справа слухалася у Європейському суді з прав людини. У травні 2018 року Швець отримав рішення суду на свою користь і забрав Варю.
У січні 2019 року батько Дарини Володимир Кобець заявив про зникнення Дарини. З 24 вересня 2018 року вона знаходиться в офіційному розшуку. За словами Кобця, вона отримувала погрози від Олександра Швеця, який начебто заявив батькові, що її немає в живих.
Швець не дає доньці Варварі спілкуватися та бачитись з дідом Володимиром Кобцем, донька після зникнення матері примусово проживає з батьком.

## Дискографія

### Альбоми в складі гурту «Арктика»
- Біла зірка (рос. мовою)

### Сингли в складі гурту «Арктика»
- Травень (рос.)
- Нічого втрачати (рос.)
- Малюк (рос.)
- Все зрозуміло (рос.)
- Дуже-дуже (рос.)
- Влюбляйся
- Чому? (рос.)
- Юра
- Не разом (рос.)
- Будь ласка (рос.)
- Біла зірка (рос.)

### Сингли в складі гурту «ВІА Гра»
- Не знаючи перепон (Не ведая преград)
- Жива
- Магія (рос.)

### Сингли сольно
- Infinity
- Нескінченність (рос.)
- Цунамі-ніжність (рос.)
- Наркотик
- Narcotic
- Заковано море
- По венам
- Don't Want To Be Alone
- Карусель
- Зізнання (рос.)
- Медова (рос.)
- До ранку (рос.)
- Відлітаю
- Сп'яніла

## Чарти
| Рік  | Назва           | Чарти                                   | Чарти                              | Чарти                                      | Чарти                                | Чарти                              | Чарти                            | Чарти                                  | альбом |
| Рік  | Назва           | Росія та СНД (TopHit Загальний Топ-100) | Росія (TopHit Московський Топ-100) | Росія (TopHit Санкт-Петербурзький Топ-100) | Україна (TopHit Український Топ-100) | Україна (TopHit Київський Топ-100) | Радіочарт за заявками TopHit 100 | Росія та СНД (TopHit Загальний річний) | альбом |
| ---- | --------------- | --------------------------------------- | ---------------------------------- | ------------------------------------------ | ------------------------------------ | ---------------------------------- | -------------------------------- | -------------------------------------- | ------ |
| 2011 | «Бесконечность» | 341                                     | -                                  | -                                          | 690                                  | -                                  | 318                              | -                                      | TBA    |
| 2013 | «Наркотик»      | 111                                     | -                                  | -                                          | 3                                    | 14                                 | 131                              | -                                      | TBA    |
| 2013 | «Карусель»      | -                                       | -                                  | -                                          | 4                                    | -                                  | -                                | -                                      | TBA    |

- «-» пісня була відсутня в чарті
- чарти «Tophit Український Топ-100» і «Tophit Російський Топ-100» засновані в 2011 році

## Відеографія
| Рік                                 | Кліп                               | Режисер | Альбом                  |
| У складі гурту Арктика              | У складі гурту Арктика             | У складі гурту Арктика | У складі гурту Арктика  |
| ----------------------------------- | ---------------------------------- | --- | ----------------------- |
| 2008                                | «Очень-очень»                      | Олександр Філатович | Біла зірка              |
| 2008                                | «Пожалуйста»                       | Олександр Філатович | Біла зірка              |
| 2009                                | "Почему? "                         | Олександр Філатович | Біла зірка              |
| Відеокліпи інших виконавців         |                                    | |                         |
| 2009                                | «За тобой» (Авіатор)               | Олександр Філатович | Еволюція                |
| 2011                                | «Qari Qris» (ТНМК feat. Мгзавребі) | Ольга Навроцька | Дзеркало / Meore albomi |
| 2012                                | «Сбереги меня» (Петро Дмитриченко) | style="background: var(--background-color-interactive, #ececec); color: var(--color-base, #202122); vertical-align: middle; text-align: center; " class="table-na" \| без альбому |                         |
| Відеокліпи в складі гурту «ВІА Гра» |                                    | |                         |
| 2013                                | «Жива»                             | style="background: var(--background-color-interactive, #ececec); color: var(--color-base, #202122); vertical-align: middle; text-align: center; " class="table-na" \| без альбому |                         |
| Сольна кар'єра                      |                                    | |                         |
| 2012                                | «Заковано море»                    | Ольга Навроцька | TBA                     |
| 2013                                | «Наркотик»                         | Даша Медова | TBA                     |
| 2015                                | «Відлітаю»                         | Даша Медова | TBA                     |

## Фільмографія
| Рік  |    | Назва     | Роль |    |
| ---- | -- | --------- | ---- | -- |
| 2011 | кф | Інспектор | Маша | ру |

## Телепроєкти
- 2011 — «Сіті Шопінг» (Сіті)
- 2012 — «Open space» (MTV)
- 2012 — «MTV News» (MTV)